# 寬頭四鬚魮
寬頭四鬚魮（学名：Linichthys laticeps）为輻鰭魚綱鯉形目鲤科的鱼类。該物種分布於亞洲中國貴州省及珠江流域，棲息在中底層水域，體長可達11公分。